# Coelia
Coelia – rodzaj roślin z rodziny storczykowatych (Orchidaceae). Obejmuje 5 gatunków wystęujących w Ameryce Środkowej w takich krajach jak: Belize, Kostaryka, Kuba, Salwador, Gwatemala, Honduras, Jamajka, Meksyk, Panama, Portoryko.

## Systematyka
Rodzaj sklasyfikowany do podplemienia Coeliinae w plemieniu Epidendreae, podrodzina epidendronowe (Epidendroideae), rodzina storczykowate (Orchidaceae), rząd szparagowce (Asparagales) w obrębie roślin jednoliściennych.
Wykaz gatunków
- Coelia bella (Lem.) Rchb.f.
- Coelia densiflora Rolfe
- Coelia guatemalensis Rchb.f.
- Coelia macrostachya Lindl.
- Coelia triptera (Sm.) Mutel